# رضا کرملاچعب
رضا کرملاچعب (زادهٔ ۲۱ تیر ۱۳۷۶) بازیکن فوتبال اهل ایران است که در پست مهاجم بازی می‌کند.
وی سابقه دعوت شدن به تیم ملی فوتبال نوجوانان ایران تیم ملی جوانان و تیم ملی امید و کاپیتانی در تیم ملی و حضور در جام جهانی جوانان را در کارنامه دارد.

## آمار باشگاهی

### فولادخوزستان
وی فوتبال خود را از آکادمی فوتبال باشگاه فولاد خوزستان آغاز کرد و در فصل ۱۴–۲۰۱۳ عضو تیم زیر ۱۹ سال این تیم بود.

### نفت مسجدسلیمان
در تابستان ۲۰۱۴ وی به تیم نفت مسجدسلیمان پیوست و در حالی که فقط ۱۷ سال سن داشت به تیم اصلی این باشگاه راه یافت. وی اولین بازی خود برای این تیم را در ۳ مهر ۱۳۹۳ و پس از ورود به‌جای میلاد جعفری در مقابل راه‌آهن انجام داد. نفت مسجد سلیمان در آن سال به لیگ دسته یک سقوط کرد.

### پرسپولیس
رضا کرملاچعب در نقل و انتقالات تابستانی فصل ۱۳۹۵–۱۳۹۶ لیگ برتر فوتبال ایران، با قراردادی ۵ ساله به باشگاه فوتبال پرسپولیس پیوست؛ در اولین تجربه خود در پرسپولیس توانست به مقام قهرمانی لیگ برتر فوتبال ایران برسد؛ او در آن فصل در بازی‌های کمی برای پرسپولیس به میدان رفت.

#### استقلال خوزستان(قرضی)
او در لیگ هفدهم به صورت قرضی به استقلال خوزستان پیوست.

#### کوکولان پالو وایکوت (KPV)
کرملاچعب در اردیبهشت ۱۳۹۷ با امضای قراردادی به عضویت تیم کوکولان پالو وایکوت در لیگ کشور فنلاند درآمد. اودر۱۰بازی ۳گل زده.
سپیدرود رشت
در سال ۲۰۱۹ به باشگاه فوتبال سپیدرود رشت پیوست و به دلیل اختلافی از این تیم جدا شد.
ملوان بندرانزلی
در سال ۲۰۱۹ بعد از جدایی از باشگاه فوتبال سپیدرود رشت به باشگاه فوتبال ملوان بندرانزلی پیوست و در این تیم یک فصل خوب را سپری کرد.
استقلال ملاثانی
در فصل بعد با قرار دادی ۲ ساله به باشگاه فوتبال استقلال ملاثانی پیوست و نمایش خیره کننده ایی به جا گذاشت.
شهر خودرو
با قرار دادی یکساله به باشگاه فوتبال شهرخودرو مشهد حاضر در لیگ آزادگان پیوست.
چوکا تالش
برای باشگاه فوتبال چوکا هم فصل خوبی را شروع کرد اما یک مصدومیت بد موقع باعث شد خیلی زود افت کند.
ون پارس نقش جهان
با قرار دادی یکساله به باشگاه فوتبال اصفهان پیوست و یک فصل خوب را سپری کرد و ۸ گل برای این تیم به ثمر رساند.
سایپا
در فصل ۲۰۲۳ با قراردادی دو ساله به باشگاه ریشه دار سایپا پیوسته و امیدهای زیادی دارند برای بازگشت به لیگ برتر خیلج فارس. اما با نظر سرمربی جدید این باشگاه از این تیم جدا شد.